# Tuber
Tuber é um gênero de fungos da família Tuberaceae, com datação molecular estimada para o final do período Jurássico (156 milhões de anos atrás). Inclui várias espécies de trufas que são altamente valorizadas como iguarias.
Algumas das espécies têm sabor e aroma agradáveis, sendo consumidas pelo ser humano há mais de três mil anos. Os tipos mais conhecidos são a trufa branca (Tuber magnatum), a trufa negra (Tuber melanosporum) e a trufa de verão (Tuber aestivum).

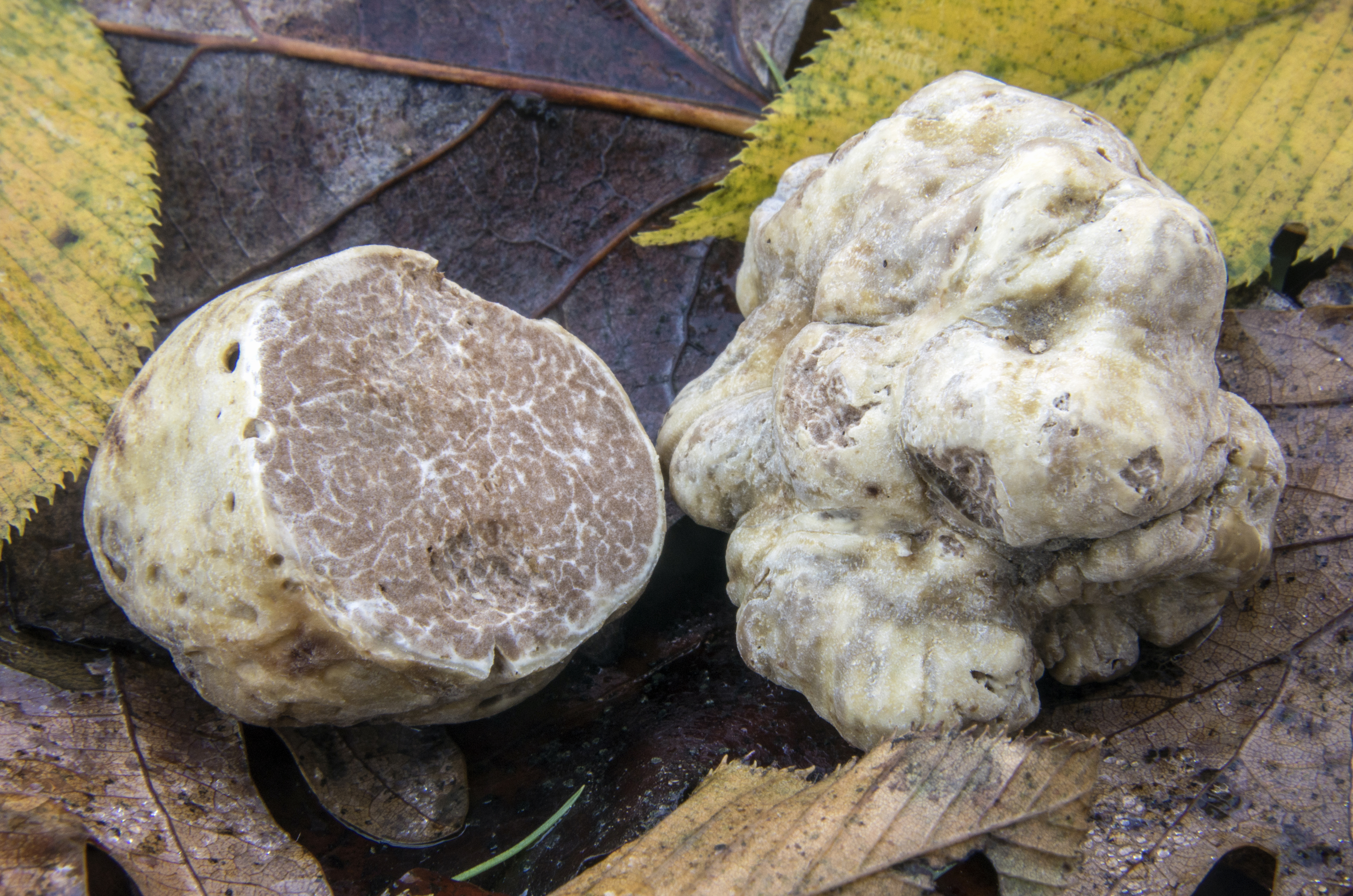
Trufa branca (Tuber magnatum) colhida em Ceva, Cuneo, Itália

## Novas descobertas
Em 2015, uma nova espécie Tuber petrophilum (parente próxima de Tuber melanosporum e Tuber brumale) foi descoberta nos Alpes Dináricos (sudeste da Europa, Sérvia). Em 2016, duas novas espécies foram descobertas no Brasil. A Tuber floridanum, com o nome comercial Trufa Sapucaya (que significa "O último suspiro do Guarani") e a Tuber brennemanii, que crescem em associação com raízes de noz-pecã.

## Espécies
A seguir são citadas algumas espécies do gênero.
- Tuber aestivum
- Tuber bituminatum
- Tuber bonnetii
- Tuber borchii
- Tuber brumale
- Tuber gibbosum
- Tuber macrosporum
- Tuber maculatum
- Tuber magnatum
- Tuber melanosporum
- Tuber mesentericum
- Tuber nitidum
- Tuber oregonense
- Tuber puberulum
- Tuber rapaeodorum
- Tuber rufum
- Tuber scleroneuron
- Tuber separans
- Tuber sinense

## References
1. ↑  «Tuber P. Micheli ex F.H. Wigg. 1780». MycoBank. International Mycological Association. Consultado em 30 de julho de 2025
2. ↑  Maccarrone, Mauro (1 de dezembro de 2020). «Phytocannabinoids and endocannabinoids: different in nature». Rendiconti Lincei. Scienze Fisiche e Naturali (em inglês). 31 (4): 931–938. ISSN 1720-0776. doi:10.1007/s12210-020-00957-z
3. ↑  Milenković, Miroljub; Grebenc, Tine; Marković, Miroslav; Ivančević, Boris (2015). «Tuber petrophilum, a new truffle species from Serbia». Mycotaxon. 130 (4): 1141–1152. doi:10.5248/130.1141
4. ↑  Marcelo Aloisio Sulzbacher; Jonas Janner Hamann; Diniz Fronza; Rodrigo Josemar Seminoti Jacques; Admir José Giachini; Tine Grebenc; Zaida Inês Antoniolli (2019). «FUNGOS ECTOMICORRÍZICOS EM PLANTAÇÕES DE NOGUEIRA-PECÃ E O POTENCIAL DA TRUFICULTURA NO BRASIL». Ciênc. Florest. 29–2 (2): 975–987. doi:10.5902/1980509827581
5. ↑  Arthur C. Grupe II; Marcelo A. Sulzbacher; Tine Grebenc; Rosanne Healy; Gregory Bonito; Matthew E. Smith (2018). «Tuber brennemanii and Tuber floridanum: Two new Tuber species are among the most commonly detected ectomycorrhizal taxa within commercial pecan (Carya illinoinensis) orchards». Mycologia. 110 (4): 780–790. PMID 30130456. doi:10.1080/00275514.2018.1490121